# Yasushi Akutagawa
Yasushi Akutagawa (født 12. juli 1925 i Tabata, Tokyo, Japan, død 31. januar 1989) var en japansk komponist og dirigent.
Akutagawa studerede komposition på Tokyo Conservatory of Music, side om side med Ikuma Dan og Toshiro Mayuzumi.
Han har skrevet tre symfonier, orkesterværker, opera, filmmusik, balletmusik, kammermusik etc. Akutagawa var inspireret af bl.a. Dmitrij Sjostakovitj, Aram Khachaturian og Sergej Prokofjev. Han hører til de vigtigste japanske komponister i det 20. århundrede.

## Udvalgte værker
- "Første Symfoni" (Symfoni nr. 1) (1954-1955) - for orkester
- "Symfoni for Børn" (Symfoni nr. 2) (1957) - for børnekor og orkester
- "Ellora Symfoni"  (Symfoni nr. 3) (1958) - for orkester
- "Triptykon" (1953) - for strygerorkester
- "Symfonisk treenighed" (1948) - for orkester
- "Orfeus i Hiroshima" (1960-1967) - opera
- "Fortabt paradis" (1950) - ballet
- "Symfonisk ostinat" (1967) - for orkester